# Municipio El Nayar
Koordinaten: 22° 0′ N, 104° 42′ W
El Nayar, auch Del Nayar, ist mit 5155,7 km² das flächenmäßig größte der 20 Municipios, die den mexikanischen Bundesstaat Nayarit bilden. El Nayar befindet sich im Osten des Bundesstaats und reicht weit in das Gebirge hinein. Der Sitz der Gemeinde und dessen größter Ort ist Jesús María. El Nayar hatte beim Zensus 2010 34.300 Einwohner.

## Geografie
Die Gemeinde El Nayar befindet sich im Osten Nayarits nahezu vollständig in der Sierra Madre Occidental auf einer Höhe von etwa 100 m bis 2500 m. Das Gemeindegebiet ist überwiegend gebirgig, gut 13 % der Fläche machen Täler aus. 76 % des Municipios liegen im Einzugsgebiet des Río Grande de Santiago. Die größte Wasserfläche des Municipios bildet der Aguamilpa-Stausee an der Grenze zum Municipio Tepic.
Das Municipio El Nayar grenzt im Südosten ans Municipio La Yesca, im Süden an Santa María del Oro, im Südwesten an Tepic, im Westen an Rosamorada, Ruiz und Santiago Ixcuintla und im Nordwesten an Acaponeta. Im Norden stößt El Nayar ans Municipio Mezquital des Bundesstaats Durango, im Nordosten an Valparaíso im Bundesstaat Zacatecas und im Osten an Mezquitic in Jalisco.

## Demografie
Die Volkszählung 2005 („Conteo de Población y Vivienda“) des Instituto Nacional de Estadística y Geografía ermittelte 30.551 Einwohner in der Gemeinde, davon 15.432 Männer (50,5 %) und 15.119 Frauen. Zwischen 2000 und 2005 wuchs die Bevölkerung jährlich um 2,4 %. 45,7 % der Einwohner sind unter 15 Jahren, und 49,9 % sind zwischen 15 und 64 Jahren. 2010 wurden 34.300 Personen gezählt.

### Ethnien
El Nayar ist das Stammland von zwei Hauptethnien Mexikos, den Huicholen und der Cora, die in den Bergen leben, die ihnen lange Zeit eine Unabhängigkeit ermöglichten. Als der mexikanische Staat sie unterwerfen wollte, rebellierten sie über große Zeiträume im 19. Jahrhundert unter ihrem Führer Manuel Lozada, El Tigre de Alica („Der Tiger von Alica“).
Gemäß Zensusdaten 2005 sprechen 21.867 (86 %) der Einwohner über fünf Jahren eine indigene Sprache (2010: 25.179 Personen), das sind 10.976 Männer und 10.892 Frauen. 16.864 von ihnen sind zweisprachig und sprechen auch Spanisch, und 4.641 sprechen ausschließlich die Muttersprache. Am verbreitetsten ist die Cora-Sprache, die von 12.935 Menschen gesprochen wird.

### Ortschaften
El Nayar hat laut Zensus 2010 insgesamt 493 Ortschaften. Nur in Jesús María leben mehr als 2.500 Einwohner, so dass alle anderen als ländlich gelten und die geringe Einwohnerdichte verdeutlichen. Die Hauptortschaften sind:

Hauptortschaften in der Gemeinde El Nayar.

| Ort                | Einwohner |
| ------------------ | --------- |
| Gemeinde gesamt    | 30.551    |
| Jesús María        | 02.638    |
| Mesa del Nayar     | 01.729    |
| Santa Teresa       | 01.558    |
| Linda Vista        | 0.769     |
| Rancho Viejo       | 0.622     |
| San Francisco      | 0.577     |
| Las Higueras       | 0.543     |
| Huaynamota         | 0.523     |
| Naranjito de Copal | 0.520     |

### Gemeindepräsidenten
- (1993–1996): Gil Sóstenes Estrada
- (1996–1999): José Santos Rentería de la Cruz
- (1999–2002): Víctor Serrano Molina
- (2002–2005): Manuel Rivera Taisán
- (2005–2008): Florentino Canare Peña
- (2008–2011): Lino Carrillo Carrillo
- (2011–2014): Pedro de la Cruz Flores